# Hypoxestus patellaris
Hypoxestus patellaris is een hooiwagen uit de familie Assamiidae.